# Южный Суригао
Южный Суригао (себ. Habagatang Surigaw, таг. Timog Surigaw) — провинция Филиппин в регионе Карага на о. Минданао. Административный центр — город Тандаг.
На севере граничит с провинцией Северный Суригао, соседи на западе — Северный Агусан и Южный Агусан, и на юге — Восточный Давао. Восточный берег провинции выходит к Филиппинскому морю.
Губернатор — Джон Пиментель.
Вице-губернатор — Мануэль Аламеда.

## Географическая характеристика
Координаты: 8° 40′ с. ш. 126° 00′ в. д.
Площадь поверхности — 4552,2 км².
Местоположение провинции — на северо-восточном побережье о. Минданао, обращена к Тихому океану.

## Исторический очерк
В момент появления испанцы испанцев на территории этой провинции аборигенами здесь были намануа и манобо. Затем, в последующие годы, сюда также начали переселяться родственные им народы с Висайских островов. Название провинции происходит от имени одного местного племени с а л и а г а о, которое другими произносилось, как с у р и г а о.
В настоящее время население складывается в основном из четырёх групп малайско-индонезийского происхождения, предки которых появились на Филиппинах ещё тысячу лет назад: мандайя, мамануа, мансака и манобо.
Южный Суригао, как самостоятельная провинция, был создан 19 июня 1960 г. путём отделения от основной провинции, Северный Суригао. В настоящее время провинция поделена на 17 муниципалитетов. В состав провинции входят два города. В 2009 Тандаг получает статус города, хотя административным центром провинции, как муниципалитет, он был уже раньше.

## Народ и культура
Общая численность населения (2010) — 561 219 жителей.
Плотность населения — 123,29 чел./км².
Языки, на которых говорит местное население: язык суригао (суригаонон) распространен везде, кроме Бислига. В муниципалитетах Лианга, Баробо, Хинатуан, Лингиг Тагбина распространен камайо. Автохтонные жители провинции говорят на манобо, и кое-где распространены себуано и тагальский, английский.
Коренные народы Суригао, мамануа и манобо, сохраняют ряд самобытных традиций. Их национальные танцы можно увидеть во время Фестиваля Сиронг, местного праздника, который проходит в городе Кантилан, и на котором отражены исторические события ранней христианизации и борьбы против мусульман.

## Административное деление
В административном отношении делится на 17 муниципалитетов и 2 города:

### Города
- Тандаг (Tandag City)
- Бислиг (Bislig City)

### Муниципалитеты
| - Баробо (Barobo) - Байабас (Bayabas) - Кагваит (Cagwait) - Кантилан (Cantilan) - Кармен (Carmen) - Карраскаль (Carrascal) - Кортес (Cortes) - Инатуан (Hinatuan) - Лануса (Lanuza) | - Лианга (Lianga) - Лингиг (Lingig) - Мадрид (Madrid) - Марихатаг (Marihatag) - Сан-Агустин (San Agustin) - Сан-Мигель (San Miguel) - Тагбина (Tagbina) - Таго (Tago) |

## Экономика
В провинции преобладает аграрный характер хозяйства. Здесь выращивают рис, бананы, и прочие тропические фрукты. Развита добыча меди, хромитов и серебра.

### Туризм
Южный Суригао является популярным направлением экотуризма. Известной достопримечательностью является река Инатуан.